# Sport automobile à Monaco

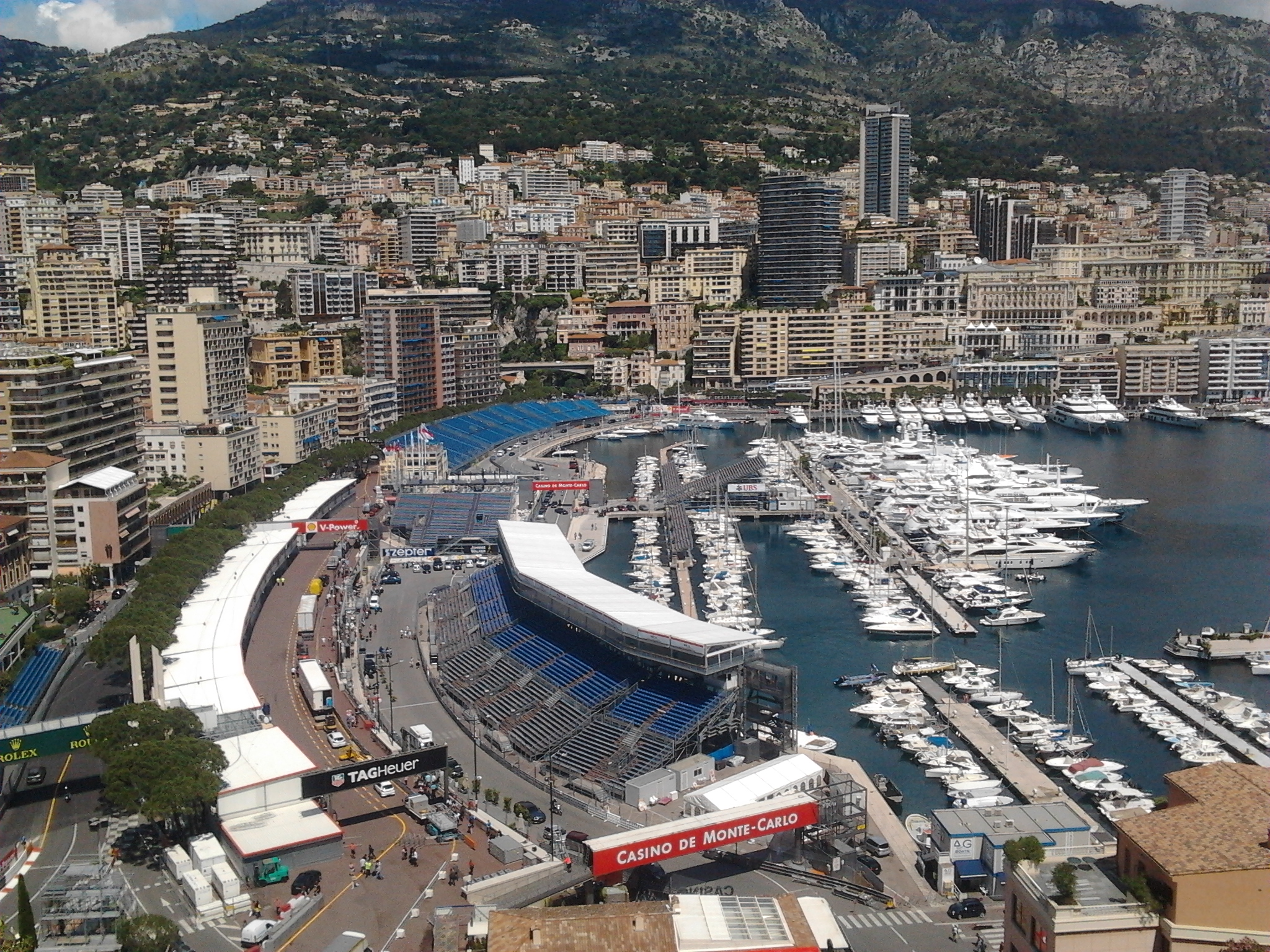
Le Grand Prix de Monaco (dont la première édition s'est tenue en 1929) est l'épreuve phare du championnat du monde Formule 1.

Le sport automobile occupe une place importante dans la principauté de Monaco.

## Historique

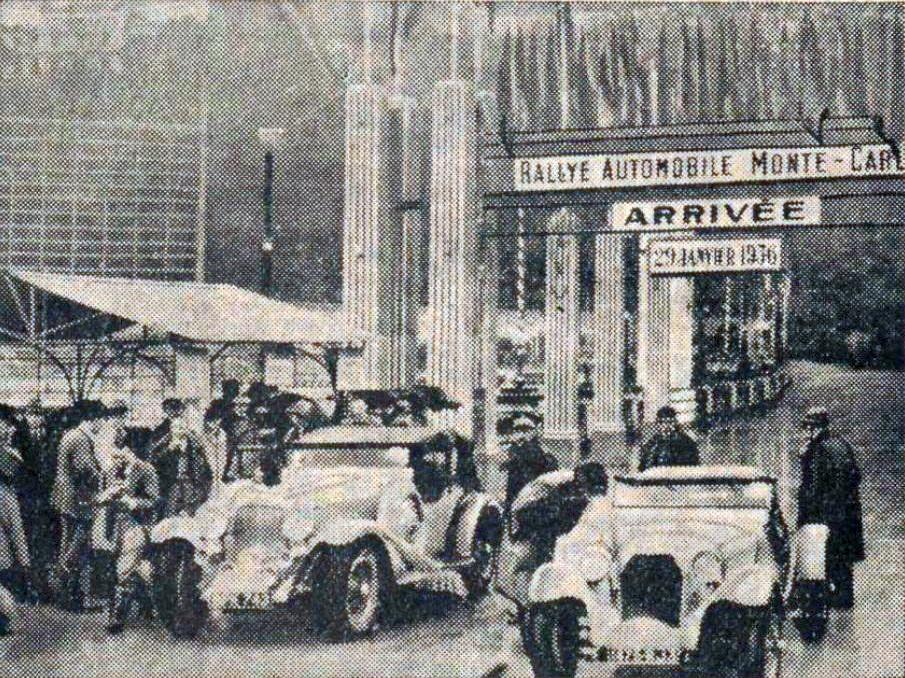
Ligne d'arrivée du rallye Monte-Carlo 1936.

Le 26 août 1890 est fondée le nom Sport Vélocipédique Monégasque (qui prend le nom de Sport Automobile et Vélocipédique de Monaco en 1907). En 1911, la SAVM organise le premier Rallye Monte-Carlo.
De 1922 à 1930, la SAVM organise la Course de côte de la Mi-Corniche. Le 29 mars 1925, elle change à nouveau de nom pour devenir l'Automobile Club de Monaco. 
Le 14 avril 1929 se court le premier Grand Prix de Monaco. La course est remportée par l'Anglais William Grover-Williams sur Bugatti. En 1931, le Monégasque Louis Chiron remporte l'édition nationale.
Le 21 mai 1950, Louis Chiron termine 3e du Grand Prix automobile de Monaco, la deuxième manche de la première édition du championnat du monde de Formule 1. Durant plus de 70 ans il s'agira du seul podium d'un Monégasque en Formule 1.
En 1958, André Testut devient le deuxième Monégasque à participer au championnat de Formule 1. Olivier Beretta participe en 1994 à dix courses. Il remporte les 24 heures du Mans (catégorie GT) en 1999, 2000, 2004, 2005, 2006 et 2011. Il remporte également le Championnat FIA GT en 2e division en 1998 et 1999.
Lors des 24 Heures du Mans 1998, Stéphane Ortelli (avec ses coéquipiers Laurent Aïello et Allan McNish) remporte la course sur Porsche. Il remporte le Championnat GT en 2e division en 2002 et 2003.
L'équipe de Monaco participe aux A1 Grand Prix 2008-2009. L'équipe termine 9e.

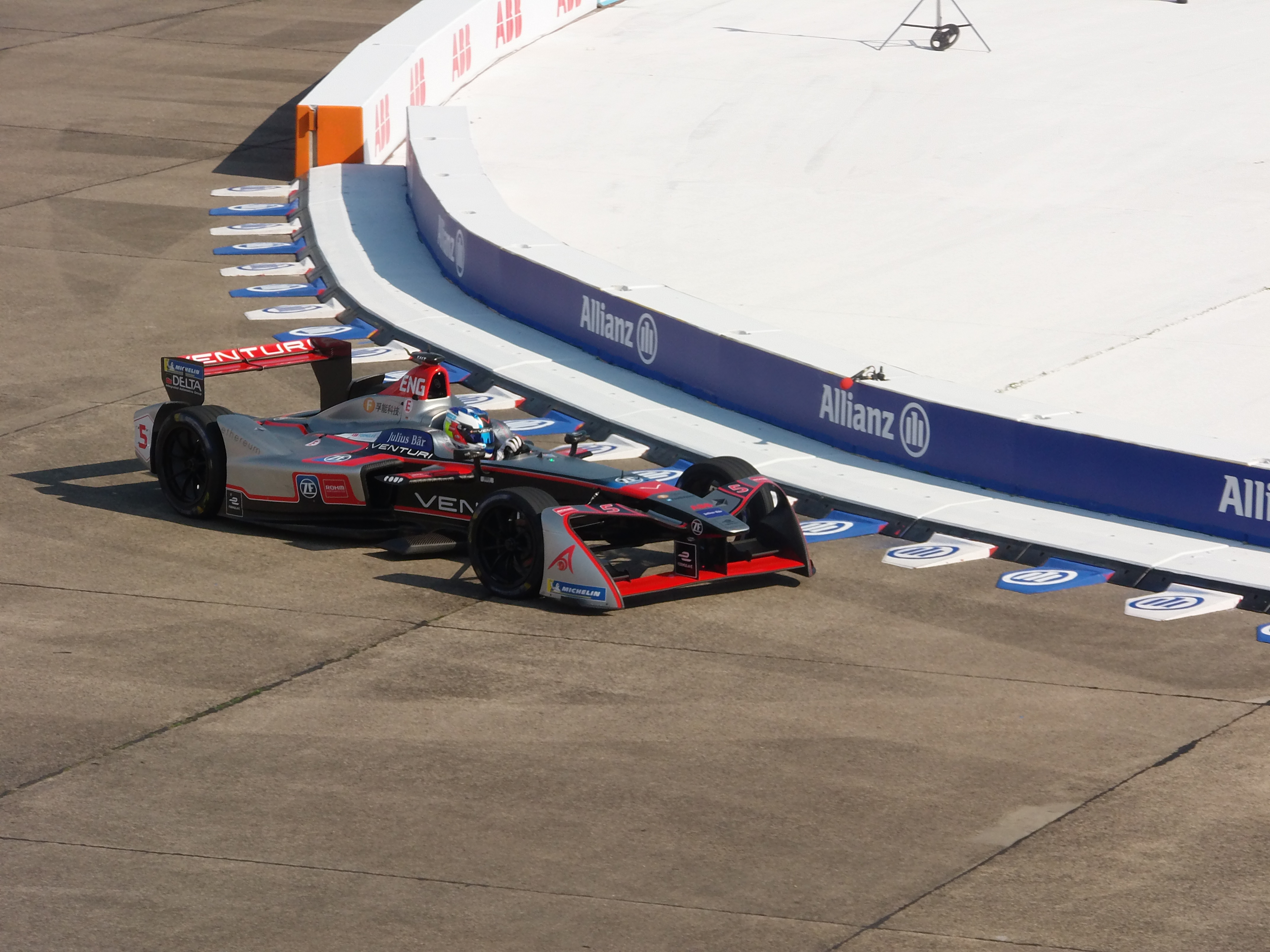
La Venturi VM200-FE-03 de l'Allemand Maro Engel en 2018.

Depuis 2015, la marque monégasque Venturi Automobiles (avec le soutien de l'acteur américain Leonardo DiCaprio) participe au Championnat de Formule Électrique.
Depuis 2016, le départ fictif de l'Africa Eco Race est donné dans la principauté, au port Hercule.

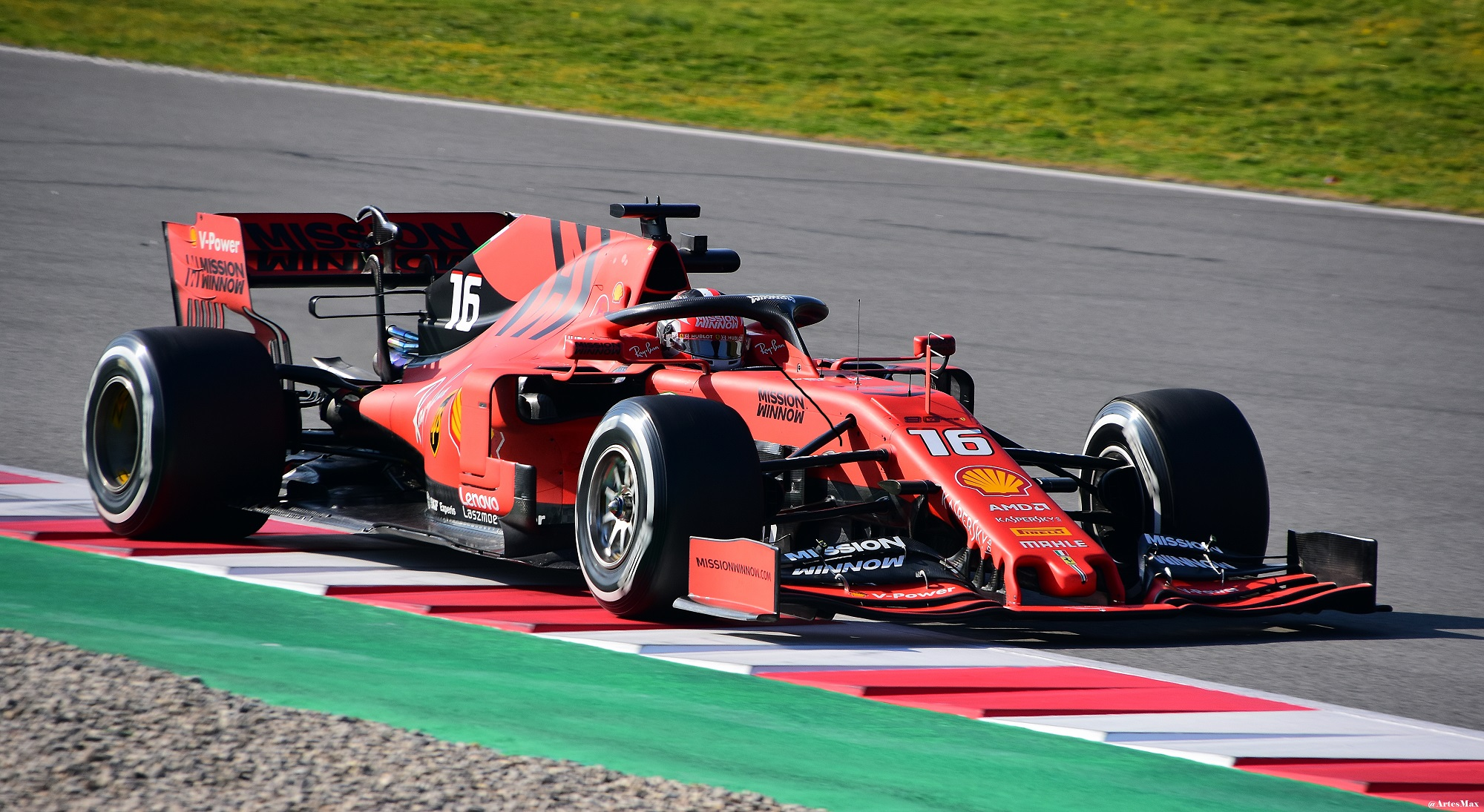
Charles Leclerc sur Ferrari en 2019

Charles Leclerc, devient le premier pilote monégasque à s'imposer dans le championnat du monde de Formule 1, le 1er septembre 2019 lors du grand prix de Belgique sur le circuit de Spa-Francorchamps.
Lors de la saison 2021 du championnat du monde de Formule 1, Charles Leclerc, sur Ferrari devient le premier poleman le 23 mai. Le lendemain, à la suite de l'incident dont il a été victime la veille, la transmission de sa Ferrari lâche pendant le tour d'installation et il ne peut pas prendre part au départ.
En 2022, Charles Leclerc, décroche une nouvelle fois la pole position, mais une erreur stratégique de Ferrari le fait terminer à la 4e place. 
Lors de l'édition 2024, Charles Leclerc, décroche encore une fois la pole position, et la convertit en victoire. Il est le premier monégasque à s'imposer à domicile lors du championnat du monde de Formule 1. Cette même année, son frère, Arthur Leclerc prend part aux essais de la dernière manche de la saison.

## Compétitions
- Rallye Monte-Carlo (depuis 1911) ;
- Course de côte de la Mi-Corniche (de 1922 à 1932) ;
- Grand Prix de Monaco (depuis 1929), une des trois courses les plus prestigieuses au monde ;
- Coupe du Prince Rainier (1936) ;
- Grand Prix de Monaco de Formule 3 (de 1950 à 2004) ;
- Course automobile de Monaco de Formule 2 (depuis 2005) ;
- ePrix de Monaco (depuis 2015).

## Circuits majeurs
En raison des dimensions réduites de la principauté, un seul circuit, non permanent et urbain, est établi :
- Circuit de Monte-Carlo

## Pilotes monégasques célèbres

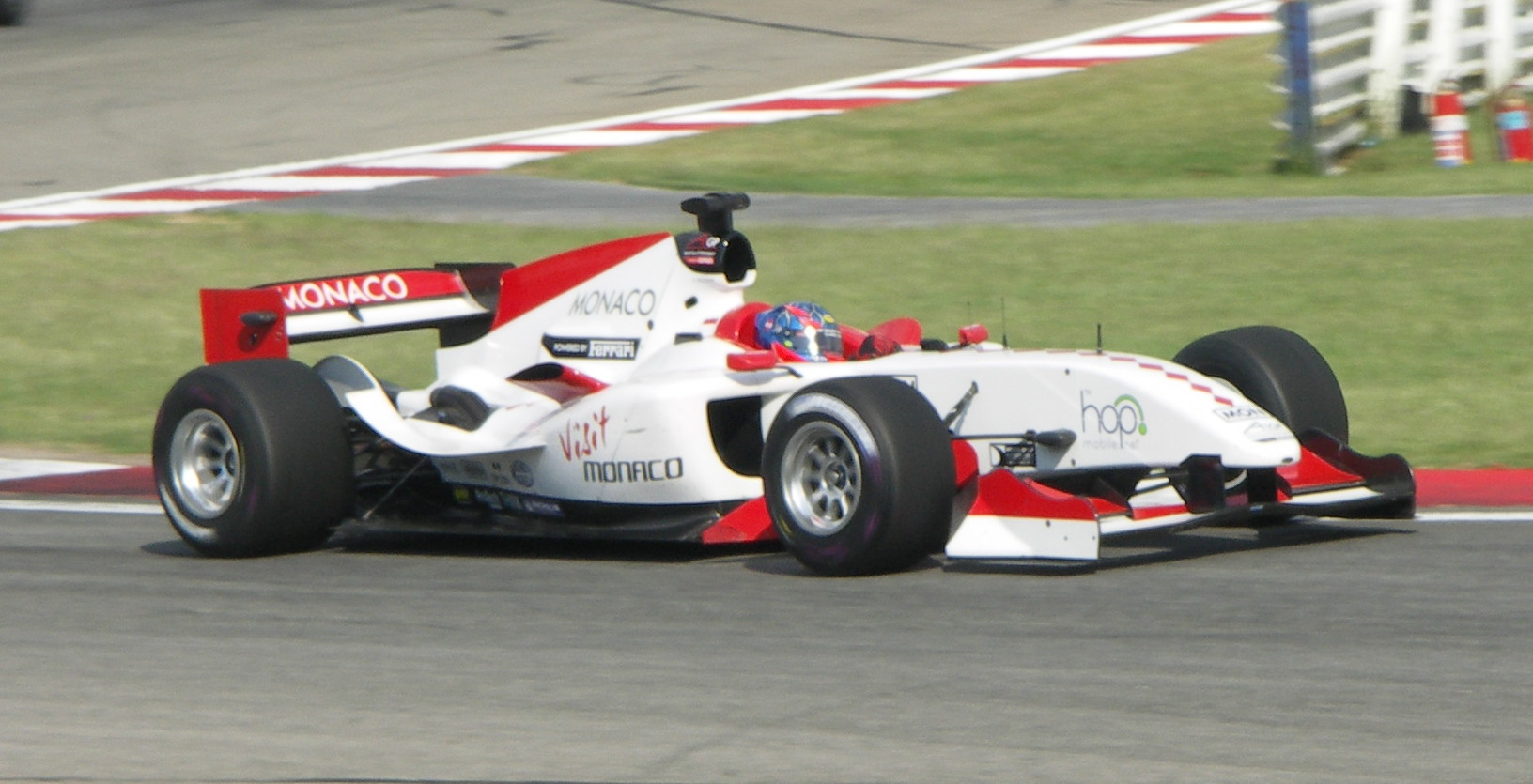
Clivio Piccione représentant Monaco au A1 Grand Prix en 2008.

- Louis Chiron : 5 fois vainqueur du Grand Prix de France, trois fois du Grand Prix d'Espagne, une fois du Grand Prix de Monaco, du Grand Prix d’Allemagne et du Grand Prix d'Italie. Il rajoute en 1928 à son palmarès le Grand Prix de la Côte d'Azur, grâce à ses succès au Circuit de la Riviera et à la côte de La Turbie. Il obtient aussi la Coupe de Monte-Carlo en 1928, et la côte du Col du Klausen à son palmarès à trois reprises. Il gagne encore le Rallye Monte Carlo 1954 avec Lancia, à l'âge de 55 ans, devenant ainsi le seul pilote à s'imposer dans les deux épreuves majeures de sports mécaniques de la Principauté. La marque Bugatti lui rend hommage en 2016, en nommant sa dernière création la Bugatti Chiron.
- Jean-Pierre Richelmi, triple champion de France des rallyes Terre
- Stéphane Richelmi, fils du précédent, vainqueur de la coupe endurance en catégorie LMP2 en 2016.
- Daniel Elena : copilote le plus titré de l'histoire du championnat du monde des rallyes, avec 9 titres, remportés avec Sébastien Loeb.
- Charles Leclerc : Vainqueur du Championnat de GP3 Series 2016 et du Championnat de Formule 2 2017, une fois vainqueur du Grand Prix de Monaco

## Palmarès

### Pilotes monégasques champions du monde

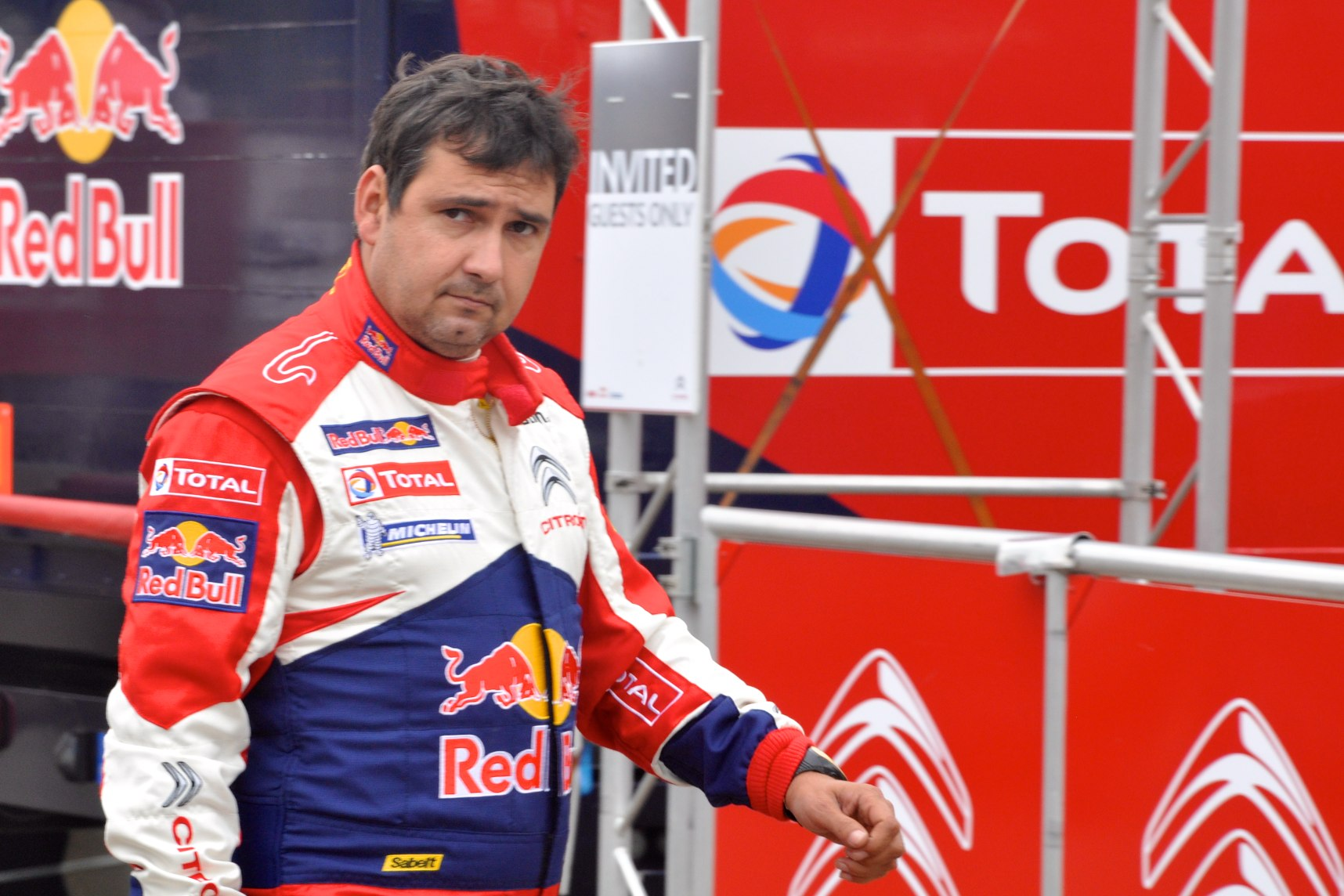
Daniel Elena : 9 titre en Rallye (copilote).

- Daniel Elena, 9 titres en rallye (copilote) en 2004, 2005, 2006, 2007, 2008, 2009, 2010, 2011, 2012

### Constructeurs et écuries monégasques champions du monde
A ce jour aucune écurie ou constructeur monégasque a remporté un titre de champion du monde. Potentiellement, seul l'écurie Venturi engagé en Formule E, est susceptible d'y parvenir.
En 2001, l'écurie JMB Racing remporter le titre de champion GT de 2e division.